# Atrichopsis compressa
Atrichopsis compressa är en bladmossart som beskrevs av G. L. Smith 1969. Atrichopsis compressa ingår i släktet Atrichopsis och familjen Polytrichaceae. Inga underarter finns listade i Catalogue of Life.